# André Kimbu Mboma
André Kimbu Mboma (ur. 29 września 1962) – bokser z Zairu (obecnie Demokratyczna Republika Konga), uczestnik Letnich Igrzysk Olimpijskich 1984. 
Podczas igrzysk w Los Angeles, startował w wadze lekkiej. W pierwszej rundzie miał wolny los. W drugiej jego przeciwnikiem był reprezentant Gujany, Gordon Carew, z którym przegrał 0-5. W łącznej klasyfikacji uplasował się na 17. miejscu.